# Christoph Krehl
Christoph Krehl (* 21. Februar 1958 in Frankfurt am Main) ist ein deutscher Rechtswissenschaftler und ehemaliger Hockeyspieler. Von 2009 bis 2024 war er Richter am Bundesgerichtshof.

## Leben

### Karriere als Hockeyspieler
Krehl begann seine Karriere in der Jugendmannschaft des SC Frankfurt 1880 und wurde 1973 in den Kader der ersten Mannschaft aufgenommen. Im Sommer 1976 wechselte er zum Rüsselsheimer RK, für den er bis zu seinem letzten Punktspiel am 1. Februar 1992 auflief. Mit dem Verein gewann er 1977 und 1978 die deutsche Feldhockeymeisterschaft und 1979 die deutsche Hallenhockeymeisterschaft. Außerdem erreichte er 1979 mit der Juniorennationalmannschaft das WM-Finale und triumphierte 1982 bei der Europameisterschaft der Studenten mit der deutschen Auswahl.

### Juristische Laufbahn
Er studierte von 1978 bis 1983 Rechtswissenschaft und Publizistik in Mainz und Frankfurt am Main. Nach seinem ersten Staatsexamen wurde er wissenschaftlicher Mitarbeiter am Lehrstuhl von Wolfgang Naucke in Frankfurt am Main. Dort promovierte er 1985 über „Die Ermittlung der Tatsachengrundlage zur Bemessung der Tagessatzhöhe bei der Geldstrafe“.
Nach dem zweiten Staatsexamen 1988 trat er in den hessischen Justizdienst ein und arbeitete zunächst als Richter am Amtsgericht Bensheim und Landgericht Darmstadt. Von 1991 bis 1996 war er an das Bundesministerium der Justiz abgeordnet, in dem er in der Abteilung Strafrecht und im Ministerbüro tätig war. Im Anschluss wurde er als wissenschaftlicher Mitarbeiter bis Mitte 1998 zum Generalbundesanwalt beim Bundesgerichtshof abgeordnet. Hier wurde er in der Ermittlungs- und Revisionsabteilung eingesetzt. Noch während dieser Zeit erfolgte im Januar 1998 seine Beförderung zum Richter am Oberlandesgericht Frankfurt.
Von 1998 bis 2003 war Krehl als wissenschaftlicher Mitarbeiter am Bundesverfassungsgericht beschäftigt. Dort war er dem Dezernat von Winfried Hassemer, dem damaligen Vizepräsidenten des Gerichts, zugewiesen. Zudem wurde er 1999 zum Oberstaatsanwalt beim Bundesgerichtshof ernannt und 2000 erneut an das Bundesministerium der Justiz abgeordnet, um im Arbeitsstab zur Unterstützung des Beauftragten des Bundeskanzlers für die Stiftungsinitiative deutscher Unternehmen mitzuwirken. Seit dem Wintersemester 2001/2002 hält er Vorlesungen an der Johann Wolfgang Goethe-Universität Frankfurt am Main zum Straf-, Strafprozess- und Verfassungsrecht.
Von 2003 bis 2007 arbeitete er erneut bei der Bundesanwaltschaft in der Abteilung für Revisionsstrafsachen. Danach unterstützte er bis Mai 2009 abermals als wissenschaftlicher Mitarbeiter am Bundesverfassungsgericht Winfried Hassemer bzw. dessen Nachfolger Andreas Voßkuhle. Im Juli 2009 erhielt er eine Honorarprofessur an seiner Alma Mater in Frankfurt am Main. Im selben Jahr wurde er zum Richter am Bundesgerichtshof ernannt und dem 2. Strafsenat zugewiesen; mit der Übernahme des Senatsvorsitzes durch Eva Menges wurde Krehl zum stellvertretenden Vorsitzenden des Senats ernannt. Mit Erreichen der Altersgrenze trat Krehl mit Ablauf des 29. Februar 2024 in den Ruhestand ein.